# Paspalidium leonis
Paspalidium leonis là một loài thực vật có hoa trong họ Hòa thảo. Loài này được (E.Ekman) Davidse & R.W.Pohl mô tả khoa học đầu tiên năm 1992.